# Liesbeth van Tongeren

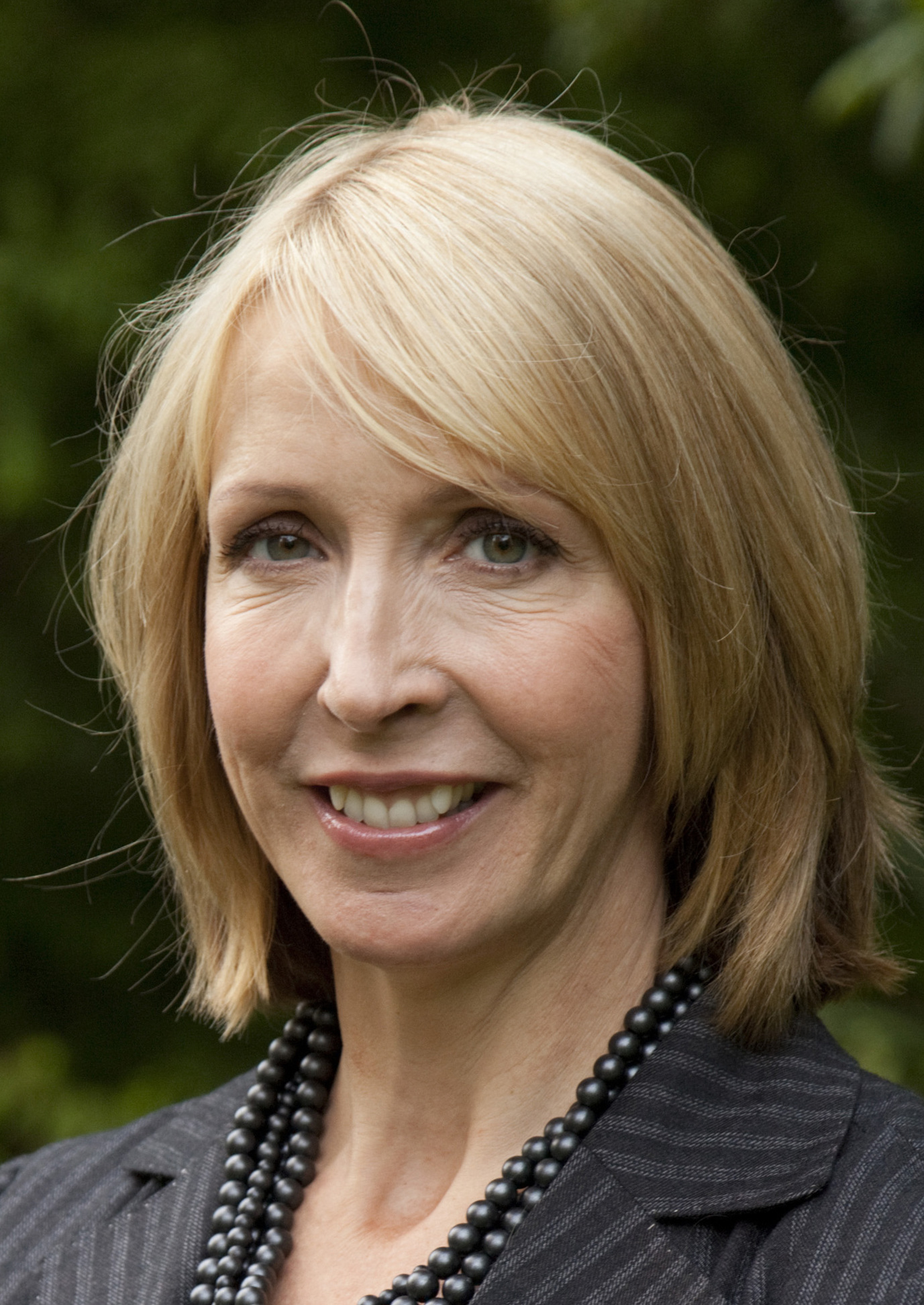
Liesbeth van Tongeren

Liesbeth van Tongeren (* 31. März 1958 in Vlaardingen) ist eine niederländische Umweltaktivistin und Politikerin der GroenLinks.

## Leben
Tongeren studierte Rechtswissenschaften an der Vrije Universiteit Amsterdam. Sie war von 2003 bis 2010 Direktorin der niederländischen Sektion von Greenpeace. Seit 2010 ist Tongeren Abgeordnete in der Zweiten Kammer der Generalstaaten.